# Steen Eiler Rasmussen

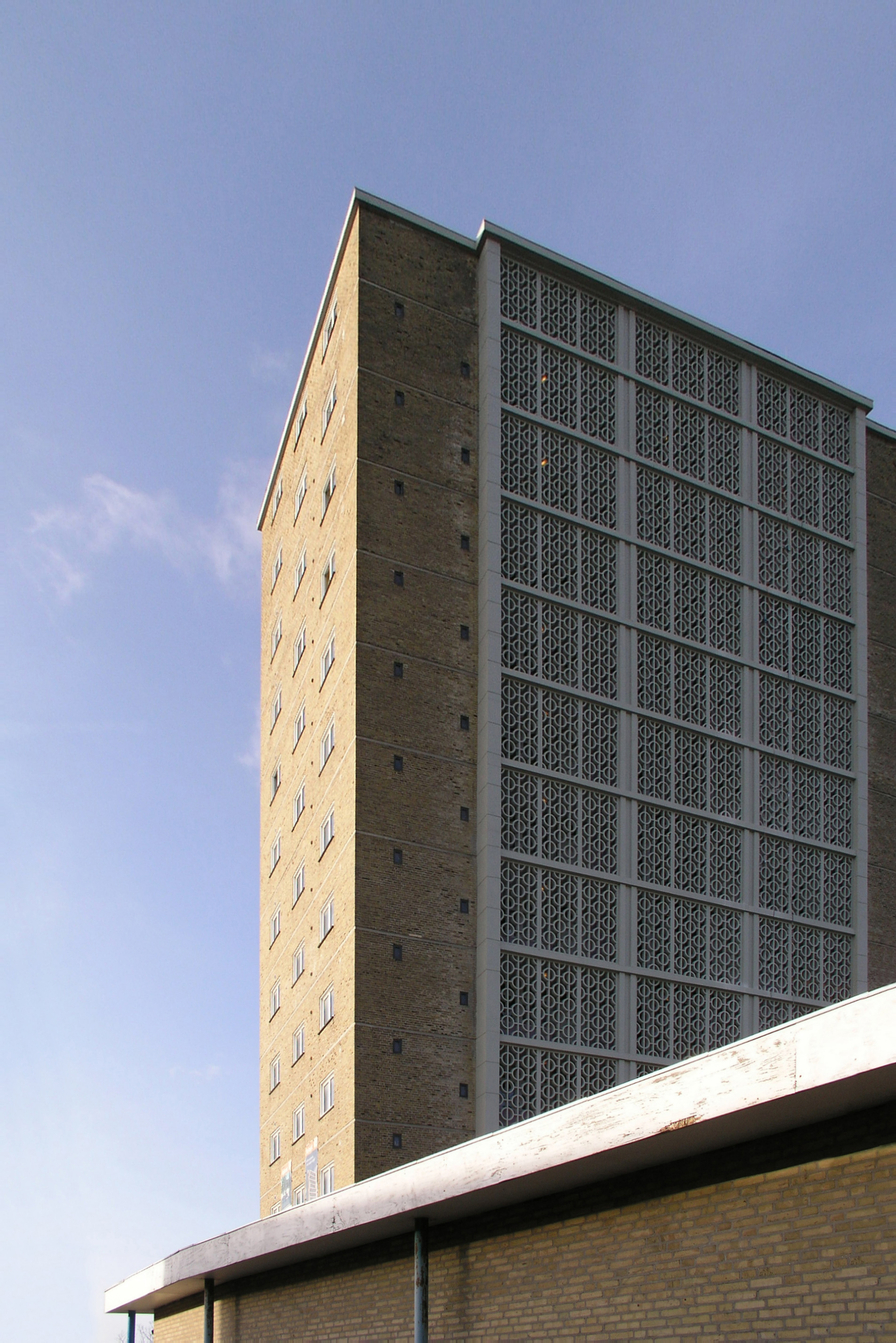
Tingbjerg Tower projektu Steena Eilera Rasmussena

Steen Eiler Rasmussen (ur. 9 stycznia 1898 w Kopenhadze, zm. 19 czerwca 1990 tamże) – duński architekt, urbanista i autor książek, profesor Królewskiej Duńskiej Akademii Sztuk w latach 1938–1968.

## Życiorys
Steen Eiler Rasmussen urodził się 9 stycznia 1898 roku w Kopenhadze jako syn podpułkownika, a później generała Christiana Rasmussena i Anny Dorthei Jung.
Ożenił się z Karen Schrøder w 1934 roku. Ich córką, urodzoną 14 maja 1938 roku jest Una Cagner – lingwistka specjalizująca się w językach Mezoameryki.
Steen Eiler Rasmussen w latach 1916–1918 studiował w Królewskiej Duńskiej Akademii Sztuk. W 1919 roku założył własną praktykę. W 1924 został wykładowcą Akademii, a w 1936 roku profesorem. Wśród jego uczniów byli: Jørn Utzon – projektant Opery w Sydney i Marian Pepler – projektant dywanów. W latach 1945–1958 był przewodniczącym Regionalnego Biura Planowania Wielkiej Kopenhagi.

## Realizacje
- plany miast Ringsted i Hirtshals (1919),
- plany dzielnicy Adelgade-Borgergade (1943)
- plan Finger (1947),
- rozbudowa Akademii Rolniczej (1959–1960)[3],
- osiedle mieszkaniowe Tingbjerg (1950–1972)[4].

## Publikacje
- London, the unique city (1934),
- Experiencing Architecture (1957), wydane w Polsce pt. Odczuwanie Architektury (1999 i 2015).